# Manternacherberg
Manternacherberg (lb. Manternacherbierg) – mała miejscowość (lieu-dit) we wschodnim Luksemburgu, w kantonie Grevenmacher, w gminie Grevenmacher. Do 3 października 2015 miejscowość leżała w dystrykcie Grevenmacher. 